# 4909 Couteau
4909 Couteau este un asteroid din centura principală, descoperit pe 28 septembrie 1949 de Margueritte Laugier.